# Ортель Королівський Перший
Ортель Королівський Перший (пол. Ortel Królewski Pierwszy, Ортель Крулевський Первши) — село в Польщі, у гміні Піщаць Більського повіту Люблінського воєводства. Населення — 536 осіб (2011).

## Історія

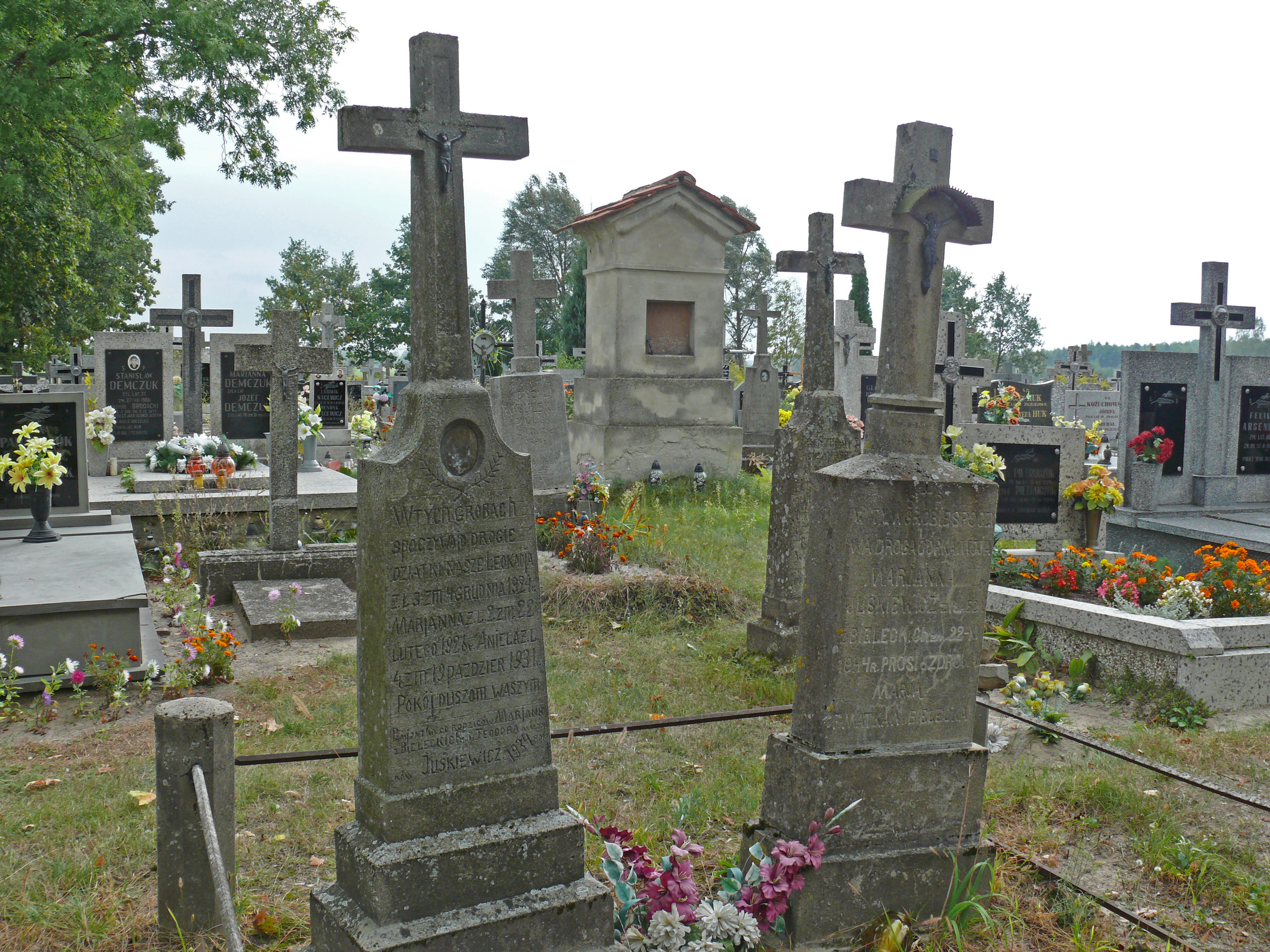
Православний цвинтар

1680 року вперше згадується церква східного обряду в селі. 1706 року зведено нову дерев'яну греко-католицьку церкву.
За даними етнографічної експедиції 1869—1870 років під керівництвом Павла Чубинського, у селі Ортель Королівський переважно проживали греко-католики, які розмовляли українською мовою. 1872 року місцева греко-католицька парафія налічувала 585 вірян.
У міжвоєнні 1918—1939 роки польська влада в рамках великої акції закриття та руйнування українських храмів на Холмщині і Підляшші перетворила місцеву православну церкву на римо-католицький костел.
У 1975—1998 роках село належало до Білопідляського воєводства.

## Населення
Демографічна структура станом на 31 березня 2011 року:
|          | Загалом | Допрацездатний вік | Працездатний вік | Постпрацездатний вік |
| -------- | ------- | ------------------ | ---------------- | -------------------- |
| Чоловіки | 279     | 70                 | 175              | 34                   |
| Жінки    | 257     | 53                 | 124              | 80                   |
| Разом    | 536     | 123                | 299              | 114                  |